# Houcine Ammouta
Houcine Ammouta, (en arabe : الحسين عموتة), né le 24 octobre 1969 à Khémisset, Aït Bougrine (Kabliyine), est un ancien footballeur international marocain reconverti entraîneur.

## Biographie
Il commence sa carrière d'entraîneur avec l'IZK en 2003, et il réussit à se classer deuxième lors de la saison 2007-2008. Il entraîne le FUS de Rabat lors de la saison 2009-2010 puis lors de la saison 2010-2011.
Joueur et entraîneur-joueur de l'IZK de Khemisset, il est natif de cette ville. 
En 2011, il devient directeur sportif du club qatarien de Al Sadd et en 2012, il en devient l’entraîneur.
Nommé sélectionneur de la Jordanie en juin 2023, il parvient à emmener la sélection en finale de la Coupe d'Asie des nations pour la première fois de son histoire. Finale perdue face au pays organisateur, le Qatar, 3 buts à 1. Il quitte le poste en juin 2024.

## Sélections en équipe nationale
1. 02/09/1990 Maroc - Mauritanie Casablanca 4 - 0 Elim. CAN 1992
2. 27/03/1991 Maroc - Grèce Rabat 0 - 0 Amical
3. 28/07/1991 Côte d’Ivoire - Maroc Abidjan 2 - 0 Elim. CAN 1992
4. 04/12/1991 Maroc - Mali Casablanca 3 - 0 Amical / 1 but
5. 04/10/1992 Mali - Maroc Bamako 2 - 1 Elim. CAN 1994

## Palmarès

### FUS Rabat
- Championnat du Maroc D2 (1)
  - Champion : 2009
- Coupe du Trône : (1)
  - Vainqueur : 2010
  - Finaliste : 2009
- Coupe de la confédération (1)
  - Vainqueur : 2010
- Supercoupe de la CAF
  - Finaliste : 2011

### Al-Sadd SC
- Championnat du Qatar (1)
  - Vainqueur : 2013
  - Vice-champion : 2015
- Coupe du Qatar (2)
  - Vainqueur : 2014, 2015
  - Finaliste : 2013
- Supercoupe du Qatar (1)
  - Vainqueur : 2014
- Coupe Crown Prince de Qatar
  - Finaliste : 2013
- Coupe des Étoiles du Qatar
  - Finaliste : 2014

### Wydad Athletic Club
- Championnat du Maroc (1)
  - Vainqueur : 2017
  - Vice-champion : 2018, 2023
- Ligue des champions de la CAF (1)
  - Vainqueur : 2017
- Supercoupe de la CAF
  - Finaliste : 2022

### Maroc
- Championnat d'Afrique des nations (1)
  - Vainqueur : 2020

### Jordanie
- Coupe d'Asie des nations
  - Finaliste : 2023

### AS FAR
- Championnat du Maroc (1)
  - Vainqueur : 2023

### Al Sadd
- Ligue des champions de l'AFC (1)
  - Vainqueur : 2011

### Distinctions personnelles
- Entraîneur de l'année en 2013 en Qatar Stars League avec Al Sadd Doha
- Entraîneur de l'année en 2017 en Championnat du Maroc avec Wydad AC
- Meilleur entraîneur dans l'Afrique en 2017 au Maroc avec Wydad AC
- Meilleur entraineur du Championnat d'Afrique des nations en 2020.